# Geranium ponticum
Geranium ponticum är en näveväxtart som först beskrevs av Peter Hadland Davis och J. Roberts, och fick sitt nu gällande namn av Carlos Aedo. Geranium ponticum ingår i släktet nävor, och familjen näveväxter. Inga underarter finns listade i Catalogue of Life.